# Çò de Pastor
Çò de Pastor és una obra de Vilac, al municipi de Vielha e Mijaran (Vall d'Aran) inclosa a l'Inventari del Patrimoni Arquitectònic de Catalunya.

## Descripció
Casal de dues plantes que presenta en la façana una notable portalada definida per pilastres amb bases, fusts i capitells, que suporten una llinda extradossada per una sanefa amb escudets en els extrems, en el centre de la qual compareix la següent inscripció B(ernat) P(ere) de AROS (creu) 1664. El primer pis conserva obertures de l'època, en la banda esquerra una finestra bipartida que acaba en un arquet apuntat, i en la banda dreta un finestral en perdre els mainells també es presenta bipartit; ambdós són motllurats i amb ampits desenvolupats.

## Història
La llegenda de la inscripció identifica el promotor de la casa amb un Bernat Pere d'Arròs, el qual fou membre d'un dels llinatges més notables de la Vall. D'altra banda, la relació amb els de Miquel de Vilac es comprova en l'esment d'un d'aquests com a rector d'Arròs i de Vilac (1767-1793). En la relació del Llibre de Vilac (1730) sembla que s'ha d'identificar amb un Manuel Pedarròs de Peiròt (probablement, el nom històric d'aquesta casa). El qüestionari de Fc. Zamora (nº18 i ss.) parla de les cases de Vilac (1789).